# 张雨涵
张雨涵（1995年1月6日—），湖北人，中国女子游泳运动员，专攻自由泳。

## 战绩
她曾获得2014年亚洲运动会游泳比赛女子400米自由泳金牌。她也参加了2016年里约热内卢夏季奥运会女子400米自由泳和女子800米自由泳的比赛，两个项目均未能晋级决赛。2018年8月，李冰洁、王简嘉禾、张雨涵、杨浚瑄参加雅加达亚运会女子4×200米自由泳比赛，以7分48秒61的成绩获得金牌。